# Аль-Биши, Фахад
Фаха́д а́ль-Биши́ а́ль-Харифи́ (араб. فهد الهريفي البيشي‎; род. 10 сентября 1965, Биша, Асир) — саудовский футболист, полузащитник. Всю карьеру провёл в клуба «Аль-Наср» из Эр-Рияда. Выступал за сборную Саудовской Аравии. Участник чемпионата мира 1994 года.

## Карьера

### Клубная
Профессиональную карьеру начал в клубе «Аль-Наср» из Эр-Рияда, за который выступал вплоть до завершения карьеры игрока в 1994 году, выиграв за это время вместе с командой 2 раза чемпионат Саудовской Аравии, 3 раза Кубка короля Саудовской Аравии и 1 раз став финалистом Кубка обладателей кубков Азии в 1992 году. Карьеру игрока завершил довольно рано, в возрасте 29 лет, причиной тому стали возникшие проблемы с руководством клуба «Аль-Наср».

### В сборной
В составе главной национальной сборной Саудовской Аравии выступал на чемпионате мире 1994 года, после которого завершил карьеру. Вместе с командой стал обладателем Кубка Азии в 1988 году (в 1992 году стал его финалистом) и Кубка наций Персидского залива в 1994 году, а также финалистом Кубка арабских наций и Кубка конфедераций в 1992 году.

## Достижения

### Командные
Обладатель Кубка Азии: (1)
- 1988

Финалист Кубка Азии: (1)
- 1992

Финалист Кубка арабских наций: (1)
- 1992

Обладатель Кубка наций Персидского залива: (1)
- 1994

Финалист Кубка конфедераций: (1)
- 1992

Чемпион Саудовской Аравии: (2)
- 1988/89, 1993/94

Обладатель Кубка короля Саудовской Аравии: (3)
- 1985/86, 1986/87, 1989/90

Финалист Кубка обладателей кубков Азии: (1)
- 1992